# منتخب جمهورية الكونغو لكرة القدم للسيدات
منتخب جمهورية الكونغو لكرة القدم للسيدات (بالفرنسية: Équipe du Congo féminine de football)‏ هو ممثل جمهورية الكونغو الرسمي في المنافسات الدولية في كرة القدم للسيدات، يديريه اتحاد الكونغو لكرة القدم.